# Mouslim Khoutchiev
 (avril 2019).
Si vous disposez d'ouvrages ou d'articles de référence ou si vous connaissez des sites web de qualité traitant du thème abordé ici, merci de compléter l'article en donnant les références utiles à sa vérifiabilité et en les liant à la section « Notes et références ».
Mouslim Magomedovitch Khoutchiev (en russe : Муслим Магомедович Хучиев), né le 5 août 1971 à Zakan-Yourt, en République socialiste soviétique autonome tchétchène-ingouche en URSS, est un homme politique tchétchène, président du gouvernement de la République tchétchène depuis 2018. 
Il a notamment été ministre du Développement économique et territorial et du commerce de la République tchétchène de 2013 à 2015, puis maire de Grozny de 2015 à 2018. De 2019 à 2020, en l'absence temporaire de Ramzan Kadyrov, il assume de façon intérimaire ses fonctions de chef de la République tchétchène. 

## Biographie

### Origine
Mouslim Khoutchiev est né en 1971. 
De 1988 à 1991, Khoutchiev étudie à l'université d'État tchétchène-ingouche de la ville de Grozny, en République tchétchène. En 1991, il poursuit ses études à la faculté de journalisme de l'université d'État de Moscou spécialité « journalisme », dont il est diplômé en 1994.
De 1995 à 1997, il travaille comme journaliste à Moscou. Tout d'abord en tant que correspondant du programme « Écran de messages criminels » de la société de télévision RTR, de 1995 à 1996, puis en tant que correspondant du service d'information de la chaîne de télévision « Business Russia » de la Société de radiodiffusion et de télévision d'État russe de 1996 à 1997. 
De mai 1998 à février 2003, il est le responsable du personnel de CJSC Country et K et K à Moscou. De mars 2003 à juin 2004, il est responsable de la publicité dans l'entreprise de production LLC "Sokol RS" à Moscou.

### Service municipal et public
De juillet 2004 à décembre 2005, il devient chef du service de presse et attaché de presse du président de la République tchétchène. De décembre 2005 à 2006, il est premier chef d’état major du président et du gouvernement de la République tchétchène. Puis de mars 2006 à mars 2007, il est promu premier chef de cabinet du président et du gouvernement de la République tchétchène, puis ministre de la République tchétchène. 
De mars 2007 à décembre 2009, il devient chef de l'administration de la ville de Grozny. En 2009, il est diplômé de l'Académie russe du service public auprès du président de la fédération de Russie. De janvier 2010 à octobre 2012, il est élu maire de la ville de Grozny. 
De mars 2013 à mai 2013, il devient conseiller du chef de la République tchétchène. De mai 2013 à septembre 2013, il est ministre du Développement territorial, de la Politique nationale et des Communications de masse de la République tchétchène. De 2013 à 2015, il a été ministre du Développement économique et territorial et du commerce de la République tchétchène. 
Du 11 août 2015 au 25 juin 2018, il redevient maire de la ville de Grozny. 
À partir du 25 juin 2018, il est président du gouvernement de la République tchétchène. 

## Vie privée
Mouslim Khoutchiev est marié et a cinq enfants. 

## Distinctions
- Ordre de Kadyrov
- Titre honorifique « Journaliste honoré de la République tchétchène »
- Lettre de remerciement du chef de la République tchétchène
- Citoyen d'honneur de la ville de Grozny